# Dubai Tennis Championships 2024
Dubai Tennis Championships 2024, oficiálně Dubai Duty Free Tennis Championships 2024, byl společný tenisový turnaj mužského okruhu ATP Tour a ženského okruhu WTA Tour, hraný v areálu Aviation Club Tennis Centre na tvrdém povrchu. Dějištěm 32. ročníku mužského a 24. ročníku ženského turnaje Dubai Tennis Championships se stala Dubaj, metropole stejnojmenného emirátu ve Spojených arabských emirátech.
Ženská část dotovaná 3 211 715 dolary probíhala mezi 19. a 25. únorem 2024. S Qatar Open byla trvale povýšena do desetídílné kategorie WTA 1000, jako její druhá část v sezóně. Mužská polovina s rozpočtem 3 113 270 dolarů navázala mezi 26. únorem a 2. březnem 2024 v rámci kategorie ATP Tour 500. Nejvýše nasazenými singlisty se stali, čtvrtý tenista světa Daniil Medveděv a světová jednička Iga Świąteková z Polska. Jako poslední přímí účastnící do dvouher nastoupili nizozemský 63. hráč žebříčku Botic van de Zandschulp a 44. žena klasifikace Sloane Stephensová ze Spojených států.
V důsledku invaze Ruska na Ukrajinu na konci února 2022 řídící organizace tenisu ATP, WTA a ITF s grandslamy rozhodly, že ruští a běloruští tenisté mohli dále na okruzích startovat, ale do odvolání nikoli pod vlajkami Ruska a Běloruska.
Šestou trofej z dvouhry okruhu ATP Tour si odvezl 25letý Francouz Ugo Humbert. Po Gulbisovi a Kližanovi se stal třetím hráčem otevřené éry, který vyhrál prvních šest kariérních finále na túře ATP. Bodový ziksk jej poprvé psunul do elitní světové patnáctky světové klasifikace. Druhý singlový titul na okruhu WTA Tour, a první v kategorii WTA 1000, vybojovala 28letá Italka Jasmine Paoliniová. Bodový zi ji poprvé posunul do elitní světové patnáctky. V mužské čtyřhře proměnili první spolupráci v titul Nizozemec Tallon Griekspoor s Němcem Janem-Lennardem Strufem. Ženskou čtyřhru ovládly bývalé světové jedničky, Australanka Storm Hunterová s Češkou Kateřinou Siniakovou. Odvezly si  druhou společnou trofej a každá z nich čtvrtý individuální triumf v úrovni WTA 1000.

## Rozdělení bodů a finančních odměn

### Rozdělení bodů
| Soutěž       | Soutěž        | vítězové | finalisté | semifinalisté | čtvrtfinalisté | 16 v kole | 32 v kole | 56 v kole | Q  | Q2 | Q1 |
| ------------ | ------------- | -------- | --------- | ------------- | -------------- | --------- | --------- | --------- | -- | -- | -- |
| dvouhra mužů | [ 4 ] [ 12 ]  | 500      | 330       | 200           | 100            | 50        | 0         | —         | 25 | 13 | 0  |
| čtyřhra mužů | [ 13 ] [ 14 ] | 500      | 300       | 180           | 90             | 0         | —         | —         | 45 | 25 | 0  |
| dvouhra žen  | [ 15 ] [ 16 ] | 1000     | 650       | 390           | 215            | 120       | 65        | 10        | 30 | 20 | 2  |
| čtyřhra žen  | [ 17 ]        | 1000     | 650       | 390           | 215            | 120       | 10        | —         | —  | —  | —  |

Vysvětlivky
1. ↑  Nasazené s volným losem do druhého kola obdržely v případě prohry 10 bodů jako poražené v úvodním kole.

### Finanční odměny
| Soutěž                                  | Soutěž        | vítězové  | finalisté | semifinalisté | čtvrtfinalisté | 16 v kole | 32 v kole | 56 v kole | Q2       | Q1      |
| --------------------------------------- | ------------- | --------- | --------- | ------------- | -------------- | --------- | --------- | --------- | -------- | ------- |
| dvouhra mužů                            | [ 4 ] [ 12 ]  | 550 140 $ | 296 000 $ | 157 755 $     | 80 600 $       | 43 025 $  | 22 945 $  | —         | 11 760 $ | 6 595 $ |
| dvouhra žen                             | [ 15 ] [ 16 ] | 154 160 $ | 86 710 $  | 46 570 $      | 24 090 $       | 13 650 $  | 9 100 $   | 14 800 $  | 8 000 $  | 4 610 $ |
| čtyřhra mužů                            | [ 13 ] [ 14 ] | 180 700 $ | 96 370 $  | 48 760 $      | 24 380 $       | 12 620 $  | —         | —         | —        | —       |
| čtyřhra žen                             | [ 17 ]        | 154 160 $ | 86 710 $  | 46 570 $      | 24 090 $       | 13 650 $  | 9 100 $   | —         | —        | —       |
| částky ve čtyřhrách jsou uvedeny na pár |               |           |           |               |                |           |           |           |          |         |

## Dvouhra mužů

### Nasazení
| Stát                          | Hráč                        | ATP | Nasazení |
| ----------------------------- | --------------------------- | --- | -------- |
|                               | Daniil Medveděv             | 4.  | 1.       |
|                               | Andrej Rubljov              | 5.  | 2.       |
| Polsko                        | Hubert Hurkacz              | 8.  | 3.       |
|                               | Karen Chačanov              | 17. | 4.       |
| Francie                       | Ugo Humbert                 | 18. | 5.       |
| Francie                       | Adrian Mannarino            | 20. | 6.       |
| Kazachstán                    | Alexandr Bublik             | 21. | 7.       |
| Španělsko                     | Alejandro Davidovich Fokina | 24. | 8.       |
| Žebříček ATP k 19. únoru 2024 |                             |     |          |

### Jiné formy účasti
Následující hráči obdrželi divokou kartu do hlavní soutěže:
- Gaël Monfils
- Sumit Nagal
- Abdullah Shelbayh

Následující hráč nastoupil pod žebříčkovou ochranou:
- Denis Shapovalov

Následující hráč obdržel zvláštní výjimku:
- Jakub Menšík

Následující hráči postoupili z kvalifikace:
- Arthur Cazaux
- Márton Fucsovics
- Tomáš Macháč
- Maximilian Marterer

Následující hráč postoupil z kvalifikace jako šťastný poražený:
- Luca Van Assche

#### Odhlášení
před zahájením turnaje
- Alexei Popyrin → nahradil jej  Luca Van Assche
- Milos Raonic → nahradil jej  Botic van de Zandschulp

## Mužská čtyřhra

### Nasazení
| Stát                                                                                   | Hráč           | Stát               | Hráč            | ATP | Nasazení |
| -------------------------------------------------------------------------------------- | -------------- | ------------------ | --------------- | --- | -------- |
| Indie                                                                                  | Rohan Bopanna  | Austrálie          | Matthew Ebden   | 3.  | 1.       |
| Chorvatsko                                                                             | Ivan Dodig     | USA                | Austin Krajicek | 10. | 2.       |
| Spojené království                                                                     | Jamie Murray   | Spojené království | Michael Venus   | 37. | 3.       |
| Nizozemsko                                                                             | Wesley Koolhof | Chorvatsko         | Nikola Mektić   | 38. | 4.       |
| Žebříček ATP k 19. únoru 2024; číslo je součtem žebříčkového postavení obou členů páru |                |                    |                 |     |          |

### Jiné formy účasti
Následující páry obdržely divokou kartu do hlavní soutěže:
- Michael Agwi /  Osgar O'Hoisin
- Skander Mansouri /  Ajsám Kúreší

Následující pár postoupil z kvalifikace:
- Juki Bhambri /  Robin Haase

Následující pár postoupil z kvalifikace jako šťastný poražený: 
- Andreas Mies /  John-Patrick Smith

#### Odhlášení
před zahájením turnaje
- Marcelo Arévalo /  Mate Pavić → nahradili je  Andreas Mies /  John-Patrick Smith
- Karen Chačanov /   Andrej Rubljov → nahradili je  Ariel Behar /  Adam Pavlásek

## Ženská dvouhra

### Nasazení
| Stát                          | Hráčka                   | WTA | Nasazení |
| ----------------------------- | ------------------------ | --- | -------- |
| Polsko                        | Iga Świąteková           | 1.  | 1.       |
|                               | Aryna Sabalenková        | 2.  | 2.       |
| USA                           | Coco Gauffová            | 3   | 3        |
| Kazachstán                    | Jelena Rybakinová        | 4.  | 4.       |
| Tunisko                       | Ons Džabúrová            | 6.  | 5.       |
| Čína                          | Čeng Čchin-wen           | 7.  | 6.       |
| Česko                         | Markéta Vondroušová      | 8.  | 7.       |
| Řecko                         | Maria Sakkariová         | 9.  | 8.       |
| Lotyšsko                      | Jeļena Ostapenková       | 11. | 9.       |
|                               | Darja Kasatkinová        | 13. | 10.      |
| Brazílie                      | Beatriz Haddad Maiová    | 14. | 11.      |
|                               | Ljudmila Samsonovová     | 15. | 12.      |
|                               | Veronika Kuděrmetovová   | 18. | 13.      |
|                               | Jekatěrina Alexandrovová | 19. | 14.      |
| Ukrajina                      | Elina Svitolinová        | 20. | 15.      |
| Francie                       | Caroline Garciaová       | 21. | 16.      |
| Žebříček WTA k 12. únoru 2024 |                          |     |          |

### Jiné formy účasti
Následující hráčky obdržely divokou kartu do hlavní soutěže:
- Ashlyn Kruegerová
- Lulu Sunová
- Dajana Jastremská
- Čang Šuaj

Následující hráčka nastoupila pod žebříčkovou ochranou:
- Paula Badosová

Následující hráčky postoupily z kvalifikace:
- Clara Burelová
- Magdalena Fręchová
- Nao Hibinová
- Storm Hunterová
- Anna Kalinská
- Bernarda Peraová
- Viktorija Tomovová
- Wang Si-jü

Následující hráčky postoupily z kvalifikace jako šťastné poražené:
- Lucia Bronzettiová
- Cristina Bucșová
- Elisabetta Cocciarettová

#### Odhlášení
před zahájením turnaje
- Ons Džabúrová → nahradila ji  Cristina Bucșová
- Angelique Kerberová → nahradila ji Anastasija Pavljučenkovová
- Marta Kosťuková → nahradila ji  Lucia Bronzettiová
- Barbora Krejčíková → nahradila ji  Peyton Stearnsová
- Karolína Muchová → nahradila ji Mirra Andrejevová
- Jessica Pegulaová → nahradila ji  Arantxa Rusová
- Lesja Curenková → nahradila ji  Elisabetta Cocciarettová

## Ženská čtyřhra

### Nasazení
| Stát                                                                                   | Hráčka                      | Stát        | Hráčka              | WTA | Nasazení |
| -------------------------------------------------------------------------------------- | --------------------------- | ----------- | ------------------- | --- | -------- |
| Čínská Tchaj-pej                                                                       | Sie Šu-wej                  | Belgie      | Elise Mertensová    | 3.  | 1.       |
| Kanada                                                                                 | Gabriela Dabrowská          | Nový Zéland | Erin Routliffeová   | 11. | 2.       |
| USA                                                                                    | Nicole Melichar-Martinezová | Austrálie   | Ellen Perezová      | 23. | 3.       |
| Austrálie                                                                              | Storm Hunterová             | Česko       | Kateřina Siniaková  | 24. | 4.       |
| Nizozemsko                                                                             | Demi Schuursová             | Brazílie    | Luisa Stefaniová    | 30. | 5.       |
| Ukrajina                                                                               | Ljudmyla Kičenoková         | Lotyšsko    | Jeļena Ostapenková  | 32. | 6.       |
| Čínská Tchaj-pej                                                                       | Čan Chao-čching             | Mexiko      | Giuliana Olmosová   | 50. | 7.       |
| USA                                                                                    | Caroline Dolehideová        | USA         | Desirae Krawczyková | 54. | 8.       |
| Žebříček WTA k 12. únoru 2024; číslo je součtem žebříčkového postavení obou členů páru |                             |             |                     |     |          |

### Jiné formy účasti
Následující páry obdržely divokou kartu do hlavní soutěže:
- Caroline Garciaová /  Kristina Mladenovicová
- Sarah Beth Greyová /  Eden Silvaová
- Ankita Rainová /  Prarthana Thombareová

## Přehled finále

### Mužská dvouhra
- Ugo Humbert vs.  Alexandr Bublik, 6–4, 6–3

### Ženská dvouhra
- Jasmine Paoliniová vs.   Anna Kalinská, 4–6, 7–5, 7–5

### Mužská čtyřhra
- Tallon Griekspoor /  Jan-Lennard Struff vs.  Ivan Dodig /  Austin Krajicek, 6–4, 4–6, [10–6]

### Ženská čtyřhra
- Storm Hunterová /  Kateřina Siniaková vs.  Nicole Melicharová-Martinezová /  Ellen Perezová, 6–4, 6–2